# کانگون

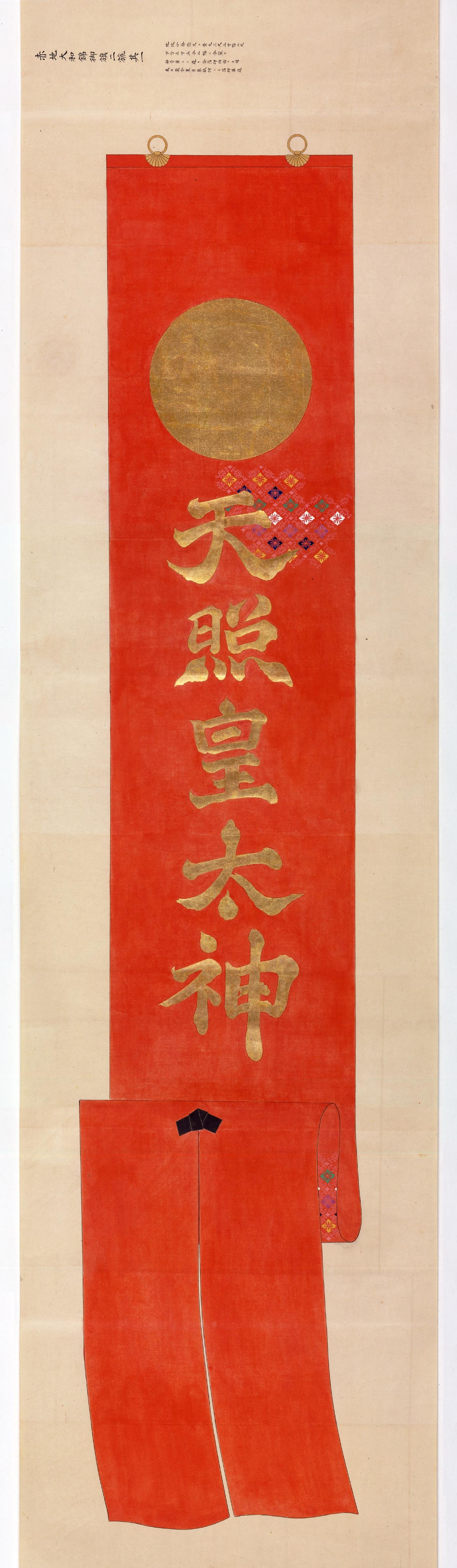
پرچم نیشیکی، پرچمی که توسط کانگو یا ارتش دولتی در طول جنگ بوشین استفاده می‌شد.

کانگون یا ارتش دولتی (به ژاپنی: 官軍（かんぐん/すめらみいくさ)، یک ارتش منظم متعلق به یک پادشاه. در ژاپن، به ارتش متعلق به امپراتور ژاپن و دربار امپراتوری اشاره دارد و همچنین به عنوان «ارتش امپراتوری»، «میکوسا» و «اوشی» نوشته می شود.